# Jassem Khalloufi
Jassem Khaloufi ou Jacem Khaloufi (arabe : جاسم الخلوفي), né le 2 septembre 1981 au Kram, est un footballeur tunisien. Il joue au poste de gardien de but, notamment avec l'équipe de Tunisie.

## Clubs
- 2005-2006 : Étoile olympique La Goulette Kram ( Tunisie)
- 2006-2007 : Étoile sportive du Sahel ( Tunisie)
- 2007-2008 : Avenir sportif de La Marsa ( Tunisie)
- 2008-2012 : Club sportif sfaxien ( Tunisie)
- 2012-2013 : Stade tunisien ( Tunisie)
- 2013-2014 : Stade gabésien ( Tunisie)

## Palmarès
- Coupe de la CAF (3)
  - Vainqueur : 2006, 2007, 2008
- Supercoupe d'Afrique
  - Finaliste : 2007, 2008
- Coupe de Tunisie de football (1)
  - Vainqueur : 2009
- Coupe nord-africaine des vainqueurs de coupe (1)
  - Vainqueur : 2009